# Constantin Mihail
Constantin „Titi” Gheorghe Mihail (n. 24 iulie 1945, Constanța, România – d. 22 ianuarie 2016, Mangalia⁠(d), Constanța, România) a fost un antrenor de atletism român. Considerat unul dintre principalii promotori ai probelor de sprint, garduri și sărituri la secțiunea masculină, acesta a avut un rol semnificativ în restructurarea Federației Române de Atletism după căderea regimului comunist.

## Biografie
Mihail s-a născut în 1945 în Constanța. În perioada liceului și a studenției a activat ca atlet la Școala Sportivă de Elevi din Constanța (1959–1964), Știința București (1964–1965), ICF București (1966–1967), proba de bază fiind cea de triplusalt. Recordul personal a fost de 14,45 m (1966).
Între anii 1990 și 1997 a deținut funcția de antrenor federal pentru probele de sprint, garduri, sărituri, iar între 1996 și 2007 a fost primul director tehnic al Federației Române de Atletism. Între anii 2004 și 2008 a fost membru al comisiei tehnice a Comitetului Olimpic Român. S-a retras în anul 2008, însă a revenit în activitate în 2013 și a coordonat activitatea lotului olimpic pentru Jocurile Olimpice de vară din 2016.
Printre atleții cu rezultate pe care acesta i-a antrenat se numără George Boroi și Bogdan Țăruș la seniori și Mugur Mateescu și Mircea Oaidă la juniori. Pentru rezultatele obținute de elevii lui Mihail, acesta a primit titlul de antrenor emerit în anul 2000. În același an a fost distins cu Ordinul Național „Serviciul Credincios”, clasa a II-a, iar în 2004 cu Ordinul „Meritul Sportiv”, clasa a III-a.

## Performanțe la nivel internațional
Printre performanțele notabile obținute de atleții români antrenați de Constantin Mihail se pot enumera:
- La Jocurile Olimpice:
  - Bogdan Țăruș, lungime, locul 8 la Atena 2004

- La Campionatele Mondiale:
  - Juniori
    - Mugur Mateescu, medalie de argint 400 m garduri, 1988, Sudbury, Canada
    - Mircea Oaidă, locul 5, 110  m garduri, 1988, Sudbury, Canada

  - Seniori
    - George Boroi, 60 m garduri indoor, locul 7, Sevilla, 1991 și locul 6, Toronto, 1993
    - Bogdan Țăruș, lungime indoor, locul 8 Birmingham 2003

- La Campionatele Europene:
  - George Boroi, medalie de argint 60  m garduri indoor, Paris, 1994
  - Bogdan Țăruș, medalii de argint, lungime outdoor Budapesta 1998, indoor Gent 1999 și Madrid 2005

- Prima calificare în Superliga Europei a echipei masculine de atletism a României - Bruxelles 1993